# Classe Västergötland
I 4 sottomarini diesel-elettrici Classe Västergötland sono stati progettati dalla svedese Kockums, che nel 1978 ne presentò il progetto definitivo.
Essi sono entrati in servizio dalla metà degli anni ottanta, con lo scafo realizzato in sezioni, la prua e la poppa ai cantieri Karlskrona e la parte di mezza nave ai cantieri Kockums (una società del gruppo ThyssenKrupp Marine), che hanno provveduto all'assemblaggio finale. I nomi sono stati assegnati come Västergötland (Vgd), Hanslingland (Hdg), Södermanland (Sod), e Östergötland (Odg). La classe è anche nota come 'A-17', ed è stata ordinata 3 anni dopo la presentazione del progetto, nel 1981. La prima unità è stata varata nel 1987.

## Progetto
Strutturalmente seguono molto da vicino il progetto della precedente classe Sjoormen, di oltre un decennio precedente, e hanno nella loro configurazione iniziale un aspetto assai tozzo, con un rapporto lunghezza-larghezza di 8 a 1 circa. Lo scafo è doppio, con quello interno resistente alla pressione, dotato di una serie di compartimenti verticali e suddiviso in due ponti. 
Le superfici di controllo sono a 'X', che consente una maggiore maneggevolezza rispetto alla struttura a croce, sistemate attorno all'elica a 6 pale. La disposizione di questo tipo è tale che possono bastare solo 2 dei 4 timoni di coda per far manovrare il battello, cosa che aiuta in caso di danneggiamenti gravi. I comandi sono basati su 2 circuiti idraulici separati, mentre i timoni principali di profondità sono sulla tozza torre, che porta anche le varie antenne periscopiche, radar, snorkel ed ESM.
Lo scafo del battello è leggermente più piccolo di quello dei Sjoormen, come anche il dislocamento. Nondimeno, non sono battelli propriamente 'piccoli', quanto 'compatti', dato un dislocamento assai congruo per le loro dimensioni. La resistenza dello scafo resistente, nondimeno, è molto maggiore di quella dei battelli precedenti, che avevano come requisito di operare a profondità tipiche del Baltico, mentre con queste nuove unità si possono raggiungere quote comparabili a quelle di tipici sottomarini d'alto mare.

### Motore
L'apparato propulsore, con 2 Diesel e 1 motore elettrico, è sistemato a poppa, con la relativa centrale di controllo, con un layout simile a quello della classe precedente. La parte centrale dello scafo ha le batterie e la centrale di comando (ponte superiore), mentre a prua vi sono gli alloggi, i sensori e sotto di essi il comparto armi, con i 4 tubi di lancio da 533 mm sistemati sopra i due da 400 mm, tutti con 2 ricariche complete. A parte questo, il sonar principale è a bassa frequenza, a lunga portata, e nondimeno è certamente utile per le acque poco profonde del Baltico, che presentano caratteristiche molto difficili in termini di propagazione del suono.

### Armamento
Per quello che riguarda l'armamento, i siluri Typ 61 o Typ 613 sono armi antinave da 45 nodi e 20-30 km di corsa, con una propulsione energica data dal perossido d'idrogeno, che consente una disponibilità di energia da 3 a 5 volte maggiore di quella possibile con una normale dotazione di batterie elettriche di tipo non particolarmente avanzato (e costoso), ma ha richiesto decenni per essere reso un sistema affidabile e non pericoloso per la nave, cosa che gli svedesi hanno ottenuto per primi. La guida è filoguidata con sonar attivo terminale. I piccoli siluri elettrici da 400 mm, sono indicativi delle scarse portate utili che si possono realizzare nel Baltico contro altri sottomarini. L'impiego di missili RBS-17, la versione sublanciabile degli RBS-15, sistemata dietro la poppa, non ha prodotto risultati sufficientemente convincenti per il problema della localizzazione del bersaglio.
I sottomarini hanno infine due accessi per il salvataggio da quote profonde, sistemati sopra i due compartimenti stagni della sezione centrale della nave.

## Servizio

### Svezia
I battelli hanno prestato servizio fino all'inizio degli anni duemila. Successivamente i due battelli più recenti sono stati sottoposti ad un estensivo rimodernamento nel 2003 e 2004, con lo scafo allungato di 12 metri per ospitare un sistema di propulsione AIP basato sul motore Stirling, e la classe è stata ridenominata classe Södermanland.

### Singapore
Il progetto della classe Västergötland è stato ingrandito per creare la proposta Type 471  della Kockums.
I due primi battelli, il capoclasse Västergötland e lo Hälsingland, sono stati tenuti in riserva fino al 2005, quando sono stati acquistati dalla Marina di Singapore e ridenominati Archer (ex-Hälsingland) e Swordsman (ex-Västergötland) dopo essere stati portati allo standard degli altri due battelli e con una climatizzazione aggiuntiva per le acque tropicali nelle quali erano destinati ad operare.